# Cuur

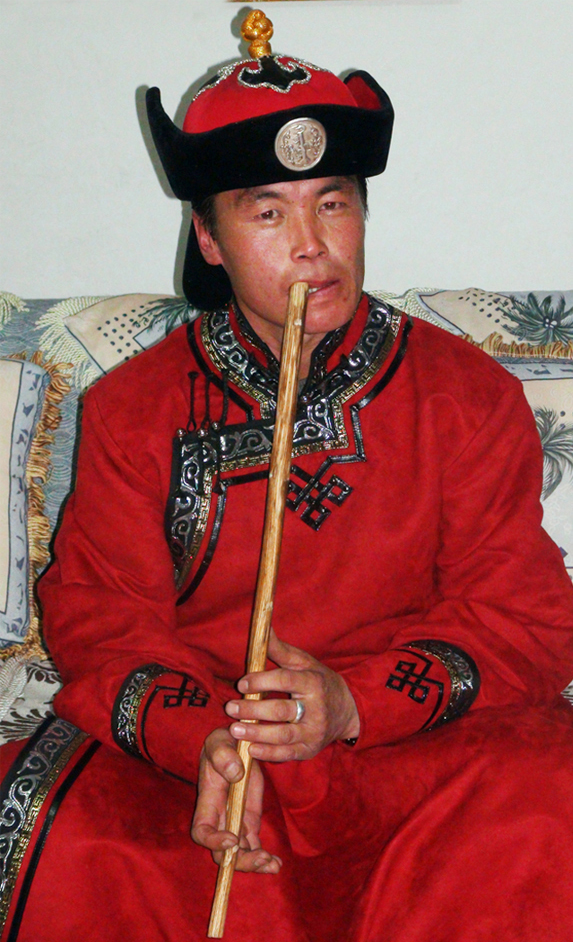

Cuur (mong. цуур), także szuur (tuw. шуур), sybyzgy (kaz. сыбызғы) – tradycyjny mongolski flet prosty z trzema otworami otwieranymi lub zamykanymi palcami grającego. Tradycyjna gra na cuurze wymaga jednoczesnego dmuchania w ustnik fletu i śpiewu gardłowego chöömej. Tradycje gry na cuurze były rozpowszechnione wśród Urianchajców zamieszkujących region Ałtaju.
W 2009 roku tradycja muzyczna cuur została wpisana na listę niematerialnego dziedzictwa wymagającego pilnej ochrony UNESCO. W 2014 roku rząd Mongolii zatwierdził narodowy program ochrony tradycji gry na cuurze.

## Budowa
Cuur jest wykonany z drewna modrzewia. Instrument składa się z dwóch wąskich rurek jednakowej długości połączonych ze sobą i zakończonych ustnikiem, ma trzy otwory otwierane lub zamykane palcami grającego. Obydwie części łączy wiązadło z koźlego jelita. Części wkładane są w wilgotne jelito, które wysychając spaja instrument w jedną całość. Cuur ma ok. 58–60 cm długości, ale jego rozmiar oraz rozmieszczenie trzech otworów dopasowywane jest do wielkości dłoni muzyka mającego na nim grać.

## Technika gry
Gra na cuurze wymaga jednoczesnego dmuchania w ustnik fletu opartego o górną wargę i zęby po lewej stronie ust i generowania wysokiego świstu oraz wydobywania gardłowego głosu. Flet służy jako zewnętrzny wzmacniacz dla śpiewu gardłowego chöömej. Na flecie można grać bez jednoczesnego generowania głosu gardłowego, jest to jednak bardzo rzadko spotykane.

## Historia
Tradycje gry na cuurze były rozpowszechnione wśród Urianchajców zamieszkujących region Ałtaju. Jej korzenie związane są z praktykami magicznymi związanymi z oddawaniem czci Ziemi, górom, rzekom i ich duchom stróżom – dźwięki muzyki były uważane za nadnaturalne. Muzyka na cuur miała zapewniać powodzenie na polowaniu, dobrą pogodę czy bezpieczeństwo w podróży. Cuur pojawia się również jako magiczny instrument w wielu legendach o myśliwych, których gra na własnoręcznie zrobionym cuurze poruszała duchy tajgi i zapewniała ich pomoc w znalezieniu zwierzyny i udanym polowaniu. Muzyka cuur stosowana była również podczas doglądania zwierząt by zachęcić ponowne przyjęcie przez matki wcześniej odtrąconych młodych.
Cuur miał być znany już w czasach Hunów. Na przestrzeni wieków pojawiały się różne wzmianki opisujące instrumenty podobne do cuura – nie ma jednak pewności co do tego, że odnosiły się do cuuru. W XVIII wieku Pallas opisał flet kałmucki z trzema otworami. W okresie przed-socjalistycznym cuur był rozpowszechniony w regionie Ałtaju – znany także jako szuur wśród Tuwińców i jako sybyzgy wśród Kazachów.
Tradycja gry na cuurze jest dziś zagrożona z powodu szybkich zmian społecznych i wymierania mistrzów. Ostatnim wielkim mistrzem gry na cuurze był pasterz i myśliwy Paarajn Narancogt (ok. 1920–2003), który grał od 10 roku życia. Kiedy w okresie socjalizmu gra na cuurze była zakazana z uwagi na jej wymiar duchowy, Narancogt ukrył swój instrument w górach, gdzie w samotności poświęcał się grze. Narancogt zdążył przekazać swoją wiedzę budowy cuuru i gry na tym instrumencie swoim dzieciom i kilku uczniom. Syn Narancogta Gombdżaw, matematyk i ekonomista z zawodu, kontynuuje tradycje gry na cuurze, używając instrumentu do terapii muzyką.
W 2014 roku rząd Mongolii zatwierdził narodowy program ochrony tradycji gry na cuurze.